# Tadeusz Borowski
Tadeusz Borowski (IPA: [taˈdɛuʂ bɔˈrɔfskʲi]) (Žytomyr, 12 novembre 1922 – Varsavia, 1º giugno 1951) è stato uno scrittore, poeta e giornalista polacco, sopravvissuto all'internamento nei campi di concentramento di Auschwitz e Dachau.

## Biografia
Tadeusz Borowski nacque a Žytomyr, nell'allora Ucraina sovietica, il 12 novembre del 1922 in una famiglia facente parte della minoranza polacca della regione. Nel 1926, nel pieno dello smantellamento della NEP e delle collettivizzazioni forzate staliniane, Borowski, che all'epoca non aveva più di quattro anni d'età, venne repentinamente allontanato dal padre e dalla madre, rispettivamente deportati in dei gulag della Carelia e della Siberia centrale (nei pressi del fiume Enisej). Poté ricongiungersi con i genitori soltanto nel 1936, all'età di quattordici anni, con i quali abbandonò poi l'Unione Sovietica e riparò in Polonia grazie all'intervento della divisione polacca della Croce Rossa.
Borowski studiò più o meno regolarmente sino al 1940, quando ottenne il diploma e s'iscrisse all'Università di Varsavia, nel bel mezzo dell'occupazione nazista del Paese (iniziata nel 1939). Lì studiò e si appassionò sinceramente di Letteratura ed iniziò a valutare la possibilità di diventare un giornalista. Cominciò quindi a collaborare clandestinamente con alcuni piccoli quotidiani e giornali di bassa tiratura ed a comporre le sue prime poesie.
Nel 1943 fu arrestato dalla Gestapo e deportato, dopo una breve detenzione presso il locale penitenziario di Pawiak, dapprima ad Auschwitz, poi a Natzweiler-Struthof ed infine a Dachau. Visse tra i prigionieri slavi in condizioni terribili; questa esperienza fu essenziale per la stesura di quasi tutte le sue opere. Colpito dalla polmonite, fu trasferito in un ospedale del campo, sede di alcuni dei famigerati esperimenti nazisti sui deportati.
Terminato il conflitto più sanguinoso del Novecento, Borowski, liberato dall'Armata Rossa, venne trasferito temporaneamente, assieme ad altri deportati, in un campo profughi a Monaco di Baviera, nella Germania dell'Ovest, per poi, il 31 maggio del 1946, far ritorno in Polonia. Con la fine della Guerra, iniziò a scrivere le memorie della sua prigionia, ed a pubblicare svariati racconti, raccolti poi, nel 1948, sotto il titolo di Pożegnanie z Marią ("Addio a Maria", tradotto in inglese nel 1959 con il titolo di This Way for the Gas, Ladies and Gentlemen). Scritti in prima persona, la raccolta costituisce una sorta di ciclo narrativo legato alla figura del protagonista Tadek, che narra impietosamente della propria esperienza da deportato politico nei campi di concentramento di Auschwitz e Dachau, in cui viene descritto con virulento cinismo ed uno sconcertante senso dell'umorismo le miserie e gli orrori quotidiani della prigionia nazista, con una particolare attenzione, tra l'altro, sulle figure dei suoi compagni detenuti, completamente assorti e votati alla propria salvaguardia personale e, a causa di ciò, spesso indifferenti, se non apertamente in conflitto, gli uni con gli altri.
Inizialmente, Borowski vide di buon occhio il regime filo-sovietico instarautosi nel Paese, malgrado le tristi esperienze giovanili, ritenendolo l'unico movimento e forza politica capace di prevenire il sopraggiungere d'un nuovo orrore paragonabile al nazismo ma poi, in seguito all'arresto e conseguente tortura di un suo amico da parte della polizia segreta, se ne distaccò con mestizia. In circostanze misteriose, quindi, si suicidò il 1º giugno del 1951, all'età di ventotto anni, rompendo una conduttura del gas nella sua abitazione di Varsavia. Riposa nel Cimitero Powązki della capitale, assieme ad altri celebri polacchi: i Presidenti Bolesław Bierut e Stanisław Wojciechowski, Władysław Gomułka, gli scrittori Zbigniew Herbert, Wojciech Bogusławski, Bolesław Prus e il Premio Nobel Władysław Reymont, il poeta e cantante Jacek Kaczmarski, il matematico Marian Rejewski e Edward Rydz-Śmigły

## Opera
Autore morto troppo giovane, è tuttavia ritenuto uno degli autori post-bellici polacchi più apprezzati e influenti. Le sue opere sono state riconosciute come dei classici della Letteratura polacca e testimonianze preziose di quello strano periodo, che ancora oggi si stenta a capire. Nel 2002 lo scrittore ungherese Premio Nobel per la Letteratura Imre Kertész sostenne che la sua opera era stata particolarmente influenzata da Borowski. Le sue opere sono menzionate anche nel romanzo tedesco pluripremiato Der Vorleser (Il lettore), scritto da Bernhard Schlink. Persino il connazionale Czesław Miłosz, Premio Nobel per la Letteratura nel 1980, lo cita nell'opera Zniewolony umysł (La mente prigioniera).